# Каринтийские словенцы

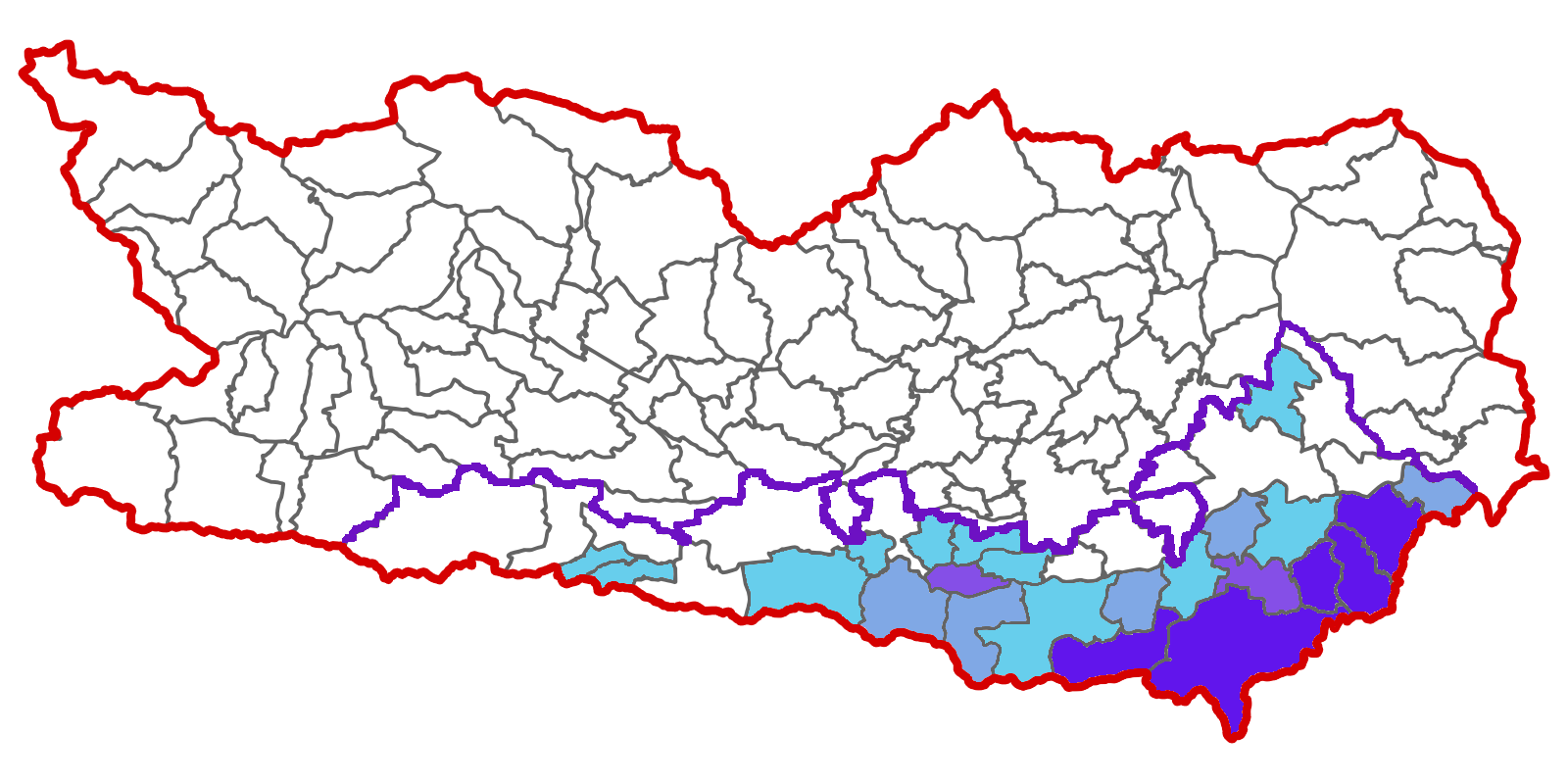
Перепись 2001 года

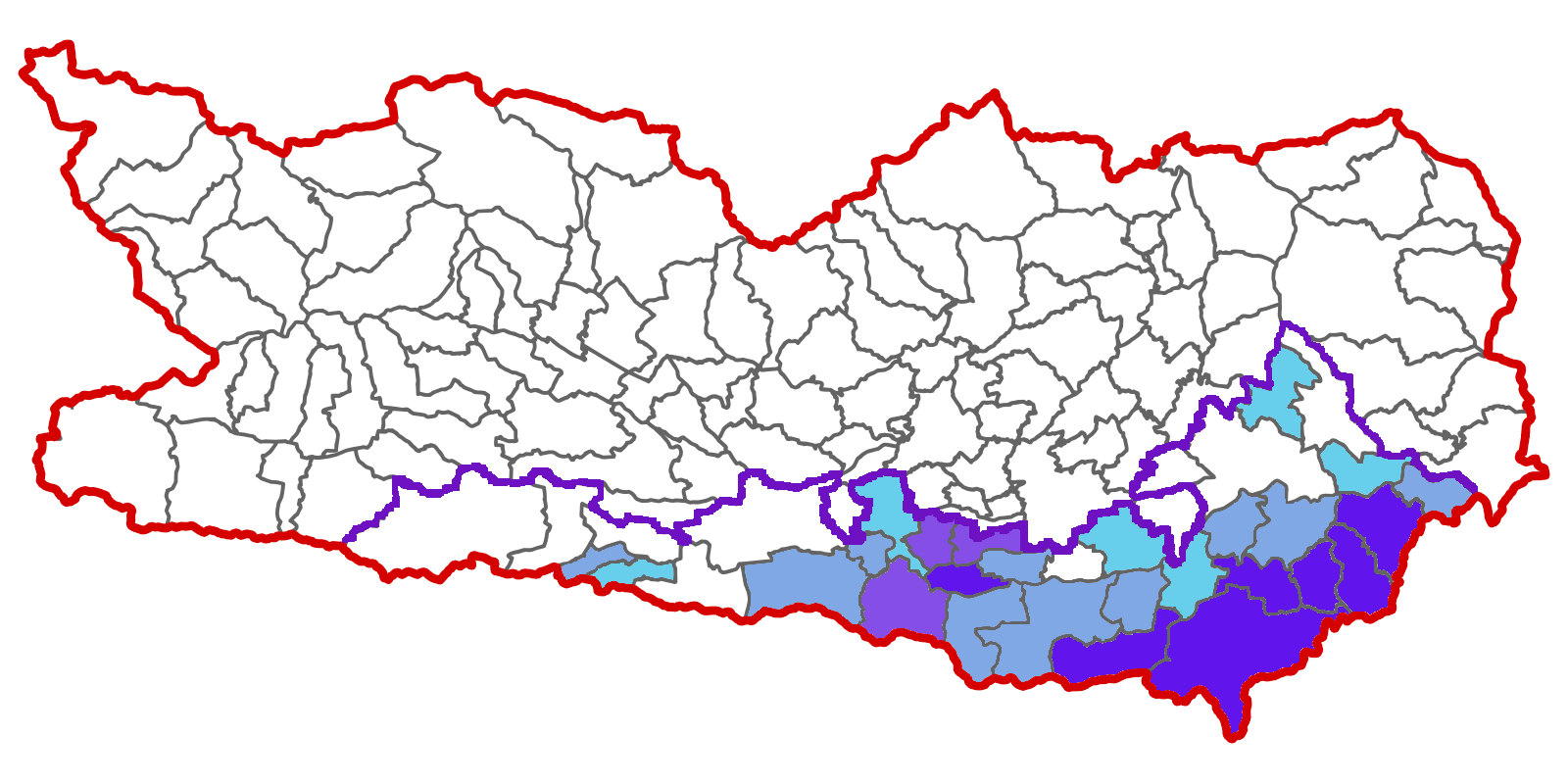
Перепись 1971 года

Каринтийские словенцы — автохтонное словенскоязычное этническое меньшинство в Каринтии. Численность по переписи 2001 года — 13 тыс. человек, является крупнейшим автохтонным этническим меньшинством в Австрии.

## История
Славяне заселили Каринтию в IX веке и создали здесь своё протогосударство Карантания, которое позднее подверглось постепенной германизации. Каринтийский плебисцит 10 октября 1920 привёл к тому, что большая часть словенцев на основной территории Каринтии оказались в составе Австрии. В настоящее время словенское меньшинство сконцентрировано в южной части провинции Каринтия, вдоль границы с республикой Словения. В некоторых поселениях, например, в посёлке Целль, этнические словенцы составляют свыше 90 % населения. В 90-е годы местные словенские активисты начали ратовать за возрождение словенского языка и культуры в Каринтии, несмотря на давление некоторых националистически настроенных немецких политиков (Йорг Хайдер). Тем не менее, местные словенцы были подвержены процессу германизации, который начался после того, как в Каринтии была проложена Южно-Австрийская железная дорога, приведшая к притоку немецких поселенцев после 1864 года.
В послевоенный период, после того, как в соседней СФРЮ была создана Словения, положение австрийских словенцев улучшилось. Был принят ряд мер по сохранению словенского языка. В 1957 году была образована Союзная гимназия для словенцев, а также Словенская образовательная библиотека. В марте 1959 года был принят закон о словенском школьном образовании в Каринтии. В 1975 году в Целовце открыт Словенский научный институт. В середине 1950-х годов в Каринтии были две культурные организации словенского национального меньшинства — Христианский культурный союз и Словенский союз просвещения. Издавались периодические издания. В 1960 годах стал печататься журнал «Младье», осенью 1983 года — «Целовшски звон».

## Численность
| Год         | 1818    | 1848    | 1880   | 1890   | 1900   | 1910   | 1923   | 1934   | 1939   | 1951   | 1961   | 1971   | 1981   | 1991   | 2001   |
| ----------- | ------- | ------- | ------ | ------ | ------ | ------ | ------ | ------ | ------ | ------ | ------ | ------ | ------ | ------ | ------ |
| Численность | 137 000 | 114 000 | 85 051 | 84 667 | 75 136 | 66 463 | 34 650 | 24 875 | 43 179 | 42 095 | 24 911 | 20 972 | 16 552 | 14 850 | 13 109 |

### Политика
- (нем.)/  (словенск.) Volksgruppenbüros des Landes Kärnten
- (нем.) Kärntner Einheitsliste
- (нем.) Rat der Kärntner Slowenen
- (нем.) Zentralverband slowenischer Organisationen
- (нем.) Interview with the former chairman of the Rat der Kärntner Slowenen, Bernhard Sadovnik

### Культура и история
- (нем.) Dokumentation des ORF Kärnten über die Kärntner Slowenen von 1945 bis heute (недоступная ссылка) (.wmv — 15 minutes)
- (нем.) Slawisches Österreich — Geschichte und Gegenwart der Minderheiten, Die Slowenen in Kärnten (pdf)
- (нем.) Broschüre über die Geschichte und aktuelle Lage der Kärntner Slowenen (pdf)
- (нем.) Die Lyrik der Kärntner Slowenen im zwanzigsten Jahrhundert — von Janko Ferk